# Историко-краеведческий музей имени Н. Я. Савченко
 Историко-краеведческий музей имени Н. Я. Савченко — один из ведущих музеев Новосибирской области, располагается в городе Татарске. Основателем музея и главным собирателем раритетов был Николай Яковлевич Савченко (1925—2008). В 2001 году музей стал дипломантом конкурса «Окно в Россию», он был включён в число лучших музеев России, внесён в «Золотую книгу культуры Новосибирской области».
16 февраля 2008 года городской Совет депутатов г. Татарска принял решение о переименовании музея и о присвоении ему имени основателя — «Муниципальное учреждение культуры» «Историко-краеведческого музея имени Н. Я. Савченко».

## Музейный фонд
Экспозиционно-выставочная площадь занимает 900 кв.м. Музейный фонд насчитывает 34 000, из них 13 600 предметов основного фонда.
Музей состоит из двух зданий: основное здание и открытая площадка. В основном здании размещены экспозиции, отражающие историю города, района, Великой Отечественной войны, войне в Афганистане, быту горожан и сельчан в разные годы. На демонстрационной площадке размещена военная и раритетная техника, имеющаяся в музее.
Наиболее ценные (уникальные) коллекции:
Коллекция техники: самолет АН-2, танк Т-34, «Катюша», паровоз, БТР, трактор «Универсал», ДТ-54, экскаватор, ЗИС — 5, ГАЗ АА (полуторка), «Победа», «Москвич»-401, ГАЗ-21, ГАЗ-67, «Запорожец», мотоциклы: Урал, ИЖ-49, К-750-М, мотороллер «Турист».
Коллекция оружия: ППШ, ППС, станковый пулемет системы Максим, пулемет Калашникова, винтовка Мосина, кремнёвое ружье, револьвер Смит — Вессон, 57-мм противотанковая пушка образца 1941 года (ЗИС-2), 76-мм дивизионная пушка образца 1942 года (ЗИС-3), гранаты РГД-5, РГ-42, Ф-1.
Также на территории Татарска имеются:
- Памятник партизанам, погибшим в годы Гражданской войны;
- Памятник борцам за Советскую власть;
- Мемориальный комплекс, посвященный погибшим в годы Гражданской и Великой Отечественной войн;
- Памятник павшим в локальных войнах;
- Башня с часами — курантами.

## Фотографии
- Выставка истории г. Татарска
- Поезд в музее
- Экспозиция «Мать солдатская» про Плотникову Ф. И., у которой в годы войны погибли все её 8 сыновей
- Трактор «Универсал»
- Танк Т-34